# Gunārs Meierovics
Gunārs Meierovics (ur. 12 maja 1920 w Rydze, zm. 11 lutego 2007 tamże) – łotewski działacz emigracyjny, wiceminister spraw zagranicznych Łotwy (1993–1994). 

## Biogram
Był synem pierwszego ministra spraw zagranicznych Łotwy Zigrfrīdsa Meierovica. Studiował ekonomię i inżynierię na Uniwersytecie Łotewskim. W czasie II wojny światowej służył w Legionie Łotewskim SS. Po zakończeniu działań wojennych wyemigrował do Niemiec, a później do USA, gdzie pracował w ministerstwie obrony narodowej. Angażował się w działalność Amerykańskiego Związku Łotyszów (Amerikas latviešu apvienība). Przez wiele lat stał na czele Światowego Związku Wolnych Łotyszy (Pasaules brīvo latviešu apvienība, PBLA). 
W 1991 powrócił na Łotwę. W wyborach z 1993 uzyskał mandat posła na Sejm z listy Łotewskiej Drogi. W tym samym roku był kandydatem prawicy na prezydenta Łotwy. W latach 1993–1994 sprawował urząd wiceministra spraw zagranicznych ds. kontaktów z krajami bałtyckimi jako zastępca Valdisa Birkavsa. 
W 1995 został odznaczony przez prezydenta Ulmanisa Orderem Trzech Gwiazd. Zmarł na początku 2007 po długiej i ciężkiej chorobie. 